# モラーヌ・ソルニエ G
モラーヌ・ソルニエ G
Morane-Saulnier G
- 用途：スポーツ機
- 製造者：モラーヌ・ソルニエ
- 初飛行：1912年

モラーヌ・ソルニエ G（Morane-Saulnier G）は、第一次世界大戦よりも前にフランスで生産されたスポーツ航空機である。設計はボレルのもとを去ったレオン・モラーヌとレイモンド・ソルニエで、その前作に似て、ワイヤーで補強した保守的な肩翼式の形態を持っていた。構造は木製羽布張りだが、主脚部分は鋼管で構成されていた。

## 概要
G型はスポーツ機として成功作だった。1913年4月、ローラン・ギャロスはフロート付きのタイプで第1回シュナイダー・トロフィー・レースにおいて40分40秒の記録を出し、第2位となった。6月26日には、クロード・グレアム＝ホワイトが、別のフロート装備機で、その日のうちに、パリからル・アーヴル、ブローニュ＝シュル＝メールとドーバーを経由してロンドンにいたる約500 kmにおよぶ飛行を行った。
同じ年の9月21日から28日の間にサン・セバスティアンで行われた水上機大会にはフロート装備のG型2機が参加した。カーベリー卿の操縦した1機は短距離離陸賞を獲得し、エドモンド・オードマーズのもう1機は操作性賞を獲得した。翌週、カーベリーはコモ湖からパヴィーアまでを往復するイタリアの水上機コンテストに自身のG型で参加したが、他の15機の参加者の中にはギャロスとモラーヌが操縦する2機のG型もあった。ギャロスは「総合部門」でグラン・プリを得ただけでなく、最高速度賞（127.7 km/h）と最高高度賞（2,100 m）も獲得した。
1914年、ロシアのメーカー「Duks」はロシア陸軍向けに彼らのモスクワ工場で本機をライセンス生産する準備を整えた。同年、トルコ軍も40機の見本の発注を行った。しかしそれらが引き渡される前に第一次世界大戦が勃発し、本機はフランス陸軍に徴発された。軍はそれに追加してすぐに94機の発注を行った。またイギリス陸軍航空隊も相当数を取得したが、これはイギリスで本機をライセンス生産していたグレアム＝ホワイトから購入したものである。戦争が開始されてみると、本機は軍用機としての価値に欠けていることが判明し、フランスで使用した機体は速やかに訓練任務に差し向けられた。
にもかかわらず1915年には8 mmホッチキス機銃を装備した単座の戦闘機バージョンが製作された。この機銃はプロペラ回転面を通して発射されるようになっており、プロペラブレードには弾丸をそらすための偏向板が取り付けられていた。しかし1、2機の試作が行われただけで、実用化には至らなかった。
G型の一部はモラーヌ・ソルニエによって、翼を胴体の横にのばすのでなく、パラソル風に胴体の上に置くように改造が施された。この配置によってパイロットの視界がはるかに改善されることがわかったため、のちのモラーヌ・ソルニエ Lの開発につながることとなった。
G型は現在、マドリードのクアトロビエントス航空博物館（en:Museo del Aire de Cuatrovientos）に1機が保管されている。

## 派生型
- GA - 60馬力ル・ローヌエンジン装備
- GB - 80馬力グノームエンジン装備
- WB - ロシア向け輸出仕様

## 運用者
- フランス - フランス軍航空隊（94機発注。ほかにトルコ向け40機を接収。）
- ロシア
- スペイン
- トルコ - 40機発注するも入手できず。
- イギリス - イギリス陸軍航空隊

## 性能諸元（GB）
出典: Jane's Fighting Aircraft of World War I, 116
諸元
- 乗員: 1
- 定員: 1（乗客）
- 全長: 6.30 m
- 全高:
- 翼幅: 9.20 m
- 翼面積: 16 m2
- 空虚重量: 95 kg
- 運用時重量: 370 kg
- 動力: グノーム 、60 kW （80 hp）   × 1

性能
- 最大速度: 123 km/h
- 上昇率: 1.8 m/s

## 参考資料
- Green, William; Gordon Swanborough (1994). The Complete Book of Fighters. Godalming, UK: Colour Library Direct
- Hartmann, Gérard (2001年). “L'incroyable Morane-Saulnier hydro”. La Coupe Schneider et hydravions anciens/Dossiers historiques hydravions et moteurs. 2008年11月7日閲覧。
- The Illustrated Encyclopedia of Aircraft. London: Aerospace Publishing
- “Italian Waterplane Contest”. Flight:  1129. (11 October 1913) 2008年11月10日閲覧。.
- Jane's Fighting Aircraft of World War I. London: Studio Editions. (2001)
- “The Latest Morane-Saulnier Monoplane”. Flight:  561–64. (24 May 1913) 2008年11月7日閲覧。.
- “The Monaco Meeting”. Flight:  450. (19 April 1913) 2008年11月7日閲覧。.
- “Mr Grahame-Wnite's Seine—Thames Trip”. Flight:  749. (5 July 1913) 2008年11月7日閲覧。.
- “Morane-Saulnier type G”. EADS website. 2008年11月7日閲覧。
- Taylor, Michael J. H. (1989). Jane's Encyclopedia of Aviation. London: Studio Editions